# Embraer Stout
O Embraer Stout (Short Take Off Utility Transport – Transporte utilitário de decolagem curta) foi um projeto de aeronave de transporte leve, com motorização híbrida, que estava em estudo pela Força Aérea Brasileira e a Embraer. Teria dimensões semelhantes e buscava substituir o C-95 Bandeirante e o C-97 Brasília no transporte de carga e pessoal, como aeronave militar e comercial.
Como significativa inovação, iria utilizar 4 motores, sendo 2 turbo-hélices e 2 elétricos, alimentados pelos motores turbo-hélices.

## Cronologia do programa
Em 19 de dezembro de 2019, Embraer e FAB assinaram memorando de entendimento em que a Embraer formalizou a intenção de desenvolver a aeronave e a FAB auxilia na definição das características militares globais da aeronave.
Em 13 de novembro de 2020, o comandante da Aeronáutica, Tenente-Brigadeiro do Ar Antônio Carlos Moretti Bermudez, apresentou ao público a concepção da aeronave.
Em 23 de maio de 2022, o comandante da Força Aérea Brasileira, Tenente-Brigadeiro Carlos de Almeida Baptista Jr, declarou que a FAB precisará priorizar outros projetos, e aguardar o investimento em outros, onde confirmou o cancelamento definitivo dos estudos do projeto, alegando restrições orçamentárias juntamente com prioridades para o desenvolvimento de outros projetos para a FAB.

## Principais características
Essas seriam as características  apresentadas para a aeronave:
- Decolar com carga máxima útil de ao menos 3 toneladas, a partir de pistas de 1,2 mil metros
- Alcance de 2 425 km
- Operar na Amazônia, servindo localidades remotas com pistas curtas, estreitas e não pavimentadas
- Motorização híbrida, com 2 motores elétricos e 2 turbo-hélices
- Rampa de carga traseira
- Baixo custo de operação
- Lançamento de 24 paraquedistas
- Transporte de 30 soldados equipados
- Extração de paletes
- Evacuação aeromédica